# Vermisporium walkeri
Vermisporium walkeri är en svampart som beskrevs av H.J. Swart & M.A. Will. 1983. Vermisporium walkeri ingår i släktet Vermisporium, divisionen sporsäcksvampar och riket svampar.   Inga underarter finns listade i Catalogue of Life.